# Domark
La Domark, successivamente Domark Software, è stata un'azienda britannica editrice e in qualche caso sviluppatrice di videogiochi per computer e console. Venne fondata a Londra nel 1984 e divenne una delle editrici britanniche di maggior successo, fino a confluire nel 1995 nella Eidos Interactive.

## Storia
La Domark venne fondata nel 1984 da Dominic Wheatley (nipote dello scrittore Dennis Wheatley) e Mark Strachan, all'epoca ventiquattrenni e non provenienti dal settore informatico. Il nome dell'azienda deriva dall'unione dei due nomi di battesimo Dominic e Mark.
Wheatley sostiene che tutto iniziò quando vide suo fratello giocare a The Heroes of Karn nel dicembre 1983 e rimase colpito dalle potenzialità ludiche dei computer. Coinvolse quindi Strachan, che era suo collega in un'agenzia pubblicitaria, nel progetto di fondare un'editrice di giochi per computer realizzati da terzi.
Iniziarono con un investimento di £160.000 e con il gioco Eureka! (1984), un'idea di Wheatley, che fecero programmare dalla sviluppatrice ungherese Andromeda e che ebbe una grossa campagna promozionale, tra cui un premio di £25.000 per il primo che avesse completato il gioco. Il design fu affidato a Ian Livingstone, che era già un autore di rilievo nel campo dei giochi da tavolo ed entrò così nel campo dei videogiochi, divenendo anche un investitore della Domark. Nel 1992 ne divenne anche vicepresidente.
Eureka! ebbe un successo discreto e permise successivamente alla Domark di ottenere la licenza per produrre un gioco ufficiale di James Bond, A View to a Kill (1985), che però subì ritardi e fu un insuccesso, secondo Wheatley per la troppa mano libera lasciata ai programmatori. La vera fortuna dell'azienda arrivò con la successiva licenza per Trivial Pursuit (1986), tratto dal famoso gioco a quiz da tavolo; fu sviluppato dalla Oxford Digital Enterprises, ma con molto coinvolgimento diretto di Wheatley e Strachan (una delle poche volte che Wheatley partecipò allo sviluppo di un gioco), e fu un enorme successo, con circa 2 milioni di copie vendute.
Un'altra importante licenza, ottenuta da Wheatley durante il soggiorno per la sua prima partecipazione al CES (1987), fu quella della Atari per le conversioni del videogioco arcade Star Wars e dei suoi seguiti. Anche questo fu un grande successo, e spinse l'Atari a offrire alla Domark un contratto esclusivo per le conversioni dei suoi arcade sugli home computer, mentre le conversioni su console rimanevano alla Tengen.
In America le console avevano maggiore diffusione, perciò la Domark decise di entrare anche in quel mercato; ottenne una licenza per le console SEGA, utilizzando la Atari come distributore negli USA dei suoi giochi per console. Il rapporto con Atari era sempre più importante e fu un periodo di grande crescita per la Domark.
Nel frattempo, tra le altre attività si ricordano vari giochi tratti da programmi televisivi (col marchio TV Games), altri giochi ufficiali di James Bond più riusciti del primo, l'accordo con Brøderbund nel 1989 per la distribuzione reciproca nei rispettivi continenti, la collaborazione con la Incentive Software allora nota per i giochi basati su Freescape.
Nel 1990 venne istituita una squadra di sviluppo interna chiamata The Kremlin, che ebbe successo variabile, ma la pubblicazione rimase comunque l'interesse primario dell'azienda. Le produzioni di The Kremlin sono note fino al 1994 circa.
Nel 1990 ci fu anche il cambio del nome dell'azienda in Domark Software Ltd.
Nel 1992 l'azienda decise di aprire un ufficio in America, la società Domark Software Inc., e lo stesso Wheatley si trasferì nella Silicon Valley, dove strinse tra l'altro un accordo di distribuzione con la Spectrum HoloByte.
Poco dopo, nel Regno Unito, arrivò un altro dei maggiori successi della Domark, con il manageriale di calcio Championship Manager (1992) sviluppato dai fratelli Collyer. Inizialmente l'idea non piaceva alla Domark in quanto il mercato dei manageriali era già saturo, ma ad alcuni dipendenti il gioco proposto dai Collyer piacque così tanto che si decise di pubblicarlo; il successo fu sorprendente e la serie Championship Manager arrivò a diventare la più importante nel suo genere.
Nel 1994 Domark rischiò il fallimento in seguito al ritardo di produzione di Marko's Magic Football, gioco per console le cui cartucce costarono all'azienda milioni di sterline anticipati, ma Wheatley riuscì a persuadere la banca ad attendere il pagamento dei debiti.
Nel 1995 Wheatley e Strachan incontrarono Charles Cornwall, fondatore della Eidos, allora una piccola azienda informatica che impiegava appena tre persone, ma in compenso era quotata alla Borsa di Londra e cercava qualche attività più grande da annettere. Si decise di accorpare la Domark alla Eidos, cosa che permise di raccogliere rapidamente grossi investimenti in borsa. Nel 1996 la Eidos, acquisendo la U.S. Gold e con essa la Core Design, poté produrre lo strabiliante successo Tomb Raider. Strachan lasciò l'azienda nel 1995 e Wheatley lasciò la Eidos e tornò nel Regno Unito dopo Tomb Raider. Chi aveva investito £5.000-10.000 nella Domark nel 1984, ne usciva ora con qualcosa come £15.000.000.

## Videogiochi
Elenco approssimativo dei giochi pubblicati dalla Domark (per i giochi pubblicati in precedenza da altre aziende, le date si riferiscono alle edizioni Domark):
- 3D Construction Kit o Virtual Reality Studio (1991)
- 3D Construction Kit II o Virtual Reality Studio 2.0 (1992)
- Absolute Zero (1995)
- The Amiga Games Collection Volume 1 (raccolta, 1992)
- APB: All Points Bulletin (1989)
- AV-8B Harrier Assault (1992)
- Badlands (1990)
- Battle Frenzy o Bloodshot (1994)
- Big Red Racing (1995)
- Castle Master (1990)
- Castle Master II: The Crypt (solo come extra con Castle Master, 1990)
- Championship Manager (1992)
- Championship Manager 2 (1995)
- Championship Manager '93 o Championship Manager Italia (1993)
- Championship Manager: The 1993/94 Season Data Up-date Disk (espansione, 1994)
- Championship Manager: End of 1994 Season Data Up-date Disk (espansione, 1994)
- Championship Manager Italia '95 (1995)
- Championship Manager Norge '95 (1995)
- Codename MAT II (1985)
- Computer Maniac's 1989 Diary (1989)
- Curse of Dragor (1995)
- Cyberball (1990)
- Deluxe Trivial Pursuit (1992)
- Desert Strike: Return to the Gulf (1992)
- Dragon Spirit (1989)
- The Empire Strikes Back (1988)
- Escape from the Planet of the Robot Monsters (1990)
- Eureka! (1984)
- European Football Champ (1992)
- F1 o Formula One (1993)
- F1: World Championship Edition (1995)
- Flight Sim Toolkit (1993)
- Flying Nightmares (1994)
- Friday the 13th (1986)
- Gladiator (1986)
- Grandstand (raccolta, 1991)
- Hard Drivin' (1989)
- Hard Drivin' II (1990)
- Head to Head (raccolta, 1992)
- Heroes (raccolta, 1990)
- Hydra (1991)
- International Rugby (1993)
- International Rugby Challenge (1993)
- It's TV Showtime (raccolta, 1991)
- The James Bond 007 Collection (raccolta, 1991)
- James Bond 007: The Duel (1993)
- Klax (1990)
- Lords of Midnight (1995)
- Licence to Kill (1989)
- Live and Let Die (1988)
- The Living Daylights (1987)
- Marko's Magic Football (1993)
- MiG-29: Fighter Pilot (1993)
- MiG-29 Fulcrum (1991)
- MiG-29M Super Fulcrum (1991)
- 'Nam 1965-1975 (1991)
- Not a Penny More, Not a Penny Less (1987)
- The Orion Conspiracy (1995)
- Out of the Sun (1994)
- Pac-Mania (1991)
- Pictionary (1989)
- Pit-Fighter (1991)
- Pit-Fighter + Super Space Invaders (raccolta, 1991)
- Power Box (raccolta, 1990)
- Power F1 (1996)
- Prince of Persia (1990)
- Race Drivin' (1992)
- Rampart (1991)
- R.B.I. 2 Baseball (1991)
- Return of the Jedi (1989)
- Rugby: The World Cup (1991)
- Shadowlands (1992)
- Skull & Crossbones (1991)
- Spitting Image (1988)
- Split Personalities o Splitting Images (1986)
- The Spy Who Loved Me (1990)
- Star Wars (1987)
- The Star Wars Trilogy (raccolta, 1989)
- S.T.U.N. Runner (1990)
- Summer Smashers (raccolta)
- Superheroes (raccolta, 1992)
- Super Space Invaders (1991)
- Super-VGA Harrier (1993)
- Syndicate (1995)
- Tank Commander (1995)
- Tengen's Arcade Hits (raccolta, 1992)
- The Tengen Trilogy (raccolta, 1990)
- Theme Park (1991)
- ThunderJaws (1991)
- TNT (raccolta, 1990)
- TNT 2: Double Dynamite (raccolta, 1992)
- Toobin' (1989)
- Total Football (1996)
- Total Mayhem o Total Mania (1996)
- Trivial Pursuit (1986)
- Trivial Pursuit: A New Beginning (1988)
- Trivial Pursuit: Baby Boomer Edition (1986)
- Trivial Pursuit: Young Players Edition (1987)
- Typhoon Thompson in Search for the Sea Child (1990)
- A View to a Kill (1985)
- Vindicators (1989)
- Virtual Worlds (raccolta, 1991)
- Wheels of Fire (raccolta, 1990)
- Wings of Fury (1990)
- The Winning Team (raccolta, 1991)
- Wizard Pinball (1995)
- WREX: Waste Recovery Extermination (editore dubbio, 1992 circa)
- Xybots (1989)

L'azienda pubblicò inoltre l'hardware Eureka Monitor (1986), un monitor per ZX Spectrum 128k.

### Streetwise
Streetwise è un marchio secondario usato brevemente dalla Domark.
- Kat Trap (1987)
- Orbix the Terrorball (1986)
- Unitrax (1987)

### TV Games
TV Games era un'etichetta della Domark specializzata in versioni per computer degli omonimi giochi a premi televisivi britannici.
- Blockbusters (1987)
- Bob's Full House (1988)
- Bullseye (riedizione, 1986)
- Countdown (riedizione, 1986)
- Every Second Counts (1988)
- The Krypton Factor (1987)
- Treasure Hunt (riedizione, 1986)
- TV Special (raccolta, 1991)

Le riedizioni sono di giochi dell'editrice britannica Macsen Software, fallita nel 1987.